# Élections législatives de 1986 dans la Haute-Vienne
Les élections législatives françaises de 1986 ont lieu le 16 mars 1986. Dans le département de la Haute-Vienne, quatre députés sont à élire dans le cadre d'un scrutin proportionnel par liste départementale à un seul tour.

## Élus
| Député élu     | Parti | Parti     |
| -------------- | ----- | --------- |
| Michel Bernard |       | RPR       |
| Henri Bouvet   |       | UDF (Rad) |
| Alain Rodet    |       | PS        |
| Marcel Rigout  |       | PCF       |

## Résultats

### Résultats à l'échelle du département
|                       | Union d'opposition RPR-UDF pour le renouveau du Limousin Rassemblement pour la République (UDF)             | Michel Bernard      | 72 378  | 36,13  | 2 |  |  |
|                       | Pour une majorité de progrès avec le président de la République Parti socialiste (MRG - PSU)                | Alain Rodet         | 69 706  | 34,80  | 1 |  |  |
|                       | Liste présentée par le Parti communiste français Parti communiste français                                  | Marcel Rigout       | 41 824  | 20,88  | 1 |  |  |
|                       | Rassemblement national Front national                                                                       | Jacques Tauran      | 8 464   | 4,23   | 0 |  |  |
|                       | Liste CLEFS Divers droite                                                                                   | Guy Mauriange       | 3 691   | 1,84   | 0 |  |  |
|                       | Liste Lutte ouvrière Lutte ouvrière                                                                         | Claudine Roussie    | 3 228   | 1,61   | 0 |  |  |
|                       | Liste du Mouvement pour un parti des travailleurs Extrême gauche (Mouvement pour un parti des travailleurs) | Marie-Annick Favard | 1 037   | 0,52   | 0 |  |  |
|                       | |                     |         |        |   |  |  |
| Inscrits              | Inscrits | Inscrits            | 261 425 | 100,00 | 4 |  |  |
| Abstentions           | Abstentions                                                                                                 | Abstentions         | 46 415  | 17,75  |   |  |  |
| Votants               | Votants | Votants             | 215 010 | 82,25  |   |  |  |
| Blancs et nuls        | Blancs et nuls                                                                                              | Blancs et nuls      | 14 682  | 6,83   |   |  |  |
| Exprimés              | Exprimés | Exprimés            | 200 328 | 93,17  |   |  |  |
| Source : Data.gouv.fr | |                     |         |        |   |  |  |

### Listes complètes en présence
| Liste Étiquette politique (partis et alliances) | Liste Étiquette politique (partis et alliances)                                            | Candidats (et remplaçants éventuels)                                                                                                   |
| ----------------------------------------------- | ------------------------------------------------------------------------------------------ | --- |
|                                                 | Union d'opposition RPR-UDF pour le renouveau du Limousin Union de la droite (RPR - UDF)    | 1. Michel Bernard 2. Henri Bouvet 3. Monique Jouhaud 4. Edmond Gabouty ————————————5. Anne-Marie Diaz 6. Anne Labrune                  |
|                                                 | Pour une majorité de progrès avec le président de la République Parti socialiste           | 1. Alain Rodet 2. Marcel Mocœur 3. Jean-Jacques Dubouchaud 4. Monique Compain ————————————5. Claude Virole 6. Jean-Claude Peyronnet    |
|                                                 | Liste présentée par le Parti communiste français Parti communiste français                 | 1. Marcel Rigout 2. Jacques Jouve 3. Roland Mazoin 4. Denis Triclot ————————————5. Hélène Constans 6. Roger Villessot                  |
|                                                 | Rassemblement national Front national                                                      | 1. Jacques Tauran 2. Michel Fahy 3. Michel Redon 4. Christian Caillat ————————————5. Jean-Louis Omer 6. Marc Verger                    |
|                                                 | Liste CLEFS Divers droite                                                                  | 1. Guy Mauriange 2. Etienne Farnier 3. Claire Villeneuve 4. Richard Parat ————————————5. René Mausset 6. Monique Hospital              |
|                                                 | Liste Lutte ouvrière Lutte ouvrière                                                        | 1. Claudine Roussie 2. Daniel Mournetas 3. Gaston Valade 4. Catherine Dumon ————————————5. Hubert Sanguinette 6. Marie-France Frugier  |
|                                                 | Liste du Mouvement pour un parti des travailleurs Mouvement pour un parti des travailleurs | 1. Marie-Annick Favard 2. Marie-José Dumasdelage 3. Gérard Queval 4. Cécile Bernier ————————————5. Bernard Legleu 6. Christian Noguera |